# Deyna Castellanos
Deyna Cristina Castellanos Naujenis (* 18. April 1999 in Maracay) ist eine venezolanische Fußballspielerin. Seit Januar 2025 ist sie Vertragsspielerin des Portland Thorns FC und seit 2014 A-Nationalspielerin.

## Karriere

### Vereine
Castellanos begann das Fußballspielen im Alter von fünf Jahren in Maracay. Ab Sommer 2013 wurde ihr Talent an der Fußball-Akademie von Juan Arango gefördert. Der nächste wichtige Schritt auf dem Weg zur Profi-Karriere folgte mit dem Wechsel an die Florida State University, wo Castellanos für die Florida State Seminoles spielte. Im Jahr 2018 gewannen die Seminoles mit Castellanos sowohl den Konferenz- als auch den nationalen Titel im College-Soccer.
Am 2. Januar 2020 unterzeichnete Castellanos bei Atlético Madrid einen Vertrag bis Sommer 2022. Bereits am 11. Januar 2020 gab sie ihr Profi-Debüt, als sie im Heimspiel gegen Sporting Huelva in der 65. Minute eingewechselt wurde. Es folgten weitere Einsätze, überwiegend als Einwechselspielerin, in Meisterschaft und Pokal, ehe die Saison 2019/20 infolge der COVID-19-Pandemie Anfang Mai 2020 abgebrochen und Atlético Madrid aufgrund der zu diesem Zeitpunkt gültigen Tabelle zum Vizemeister erklärt wurde.
Der endgültige Durchbruch gelang Castellanos zu Beginn der Saison 2020/21. Am 3. Oktober 2020 erzielte sie am 1. Spieltag gegen Espanyol Barcelona ihr erstes Tor als Profi. In den vier folgenden Spielen traf Castellanos entweder selbst oder bereitete einen Treffer vor. Am 9. Dezember 2020 debütierte sie in der Champions League der Frauen im Sechzehntelfinale gegen Servette Genf mit einem Tor und einem Assist.

### Nationalmannschaft
Castellanos nahm zunächst an den Olympischen Jugend-Sommerspielen 2014 in Nanjing (Volksrepublik China) teil, bestritt beide Spiele der Gruppe A des Fußballturniers der Mädchen, in denen sie im ersten vier und im zweiten drei Tore erzielte, sowie das Halbfinale, das gegen die U17-Nationalmannschaft erst im Elfmeterschießen mit 4:3 gewonnen wurde. Im Finale war sie mit ihrer Mannschaft der U17-Nationalmannschaft Chinas mit 0:5 unterlegen.
Mit der U17-Nationalmannschaft belegte Castellanos bei der altersbezogenen Weltmeisterschaft 2014 und 2016 jeweils den 4. Platz. Bei den U17-Südamerika-Meisterschaften 2013 in Paraguay sowie 2016 im eigenen Land gelang Castellanos mit ihrer Mannschaft jeweils der Titelgewinn. Am 11. September 2014 gab sie beim 3:1-Sieg über Uruguay bei der Südamerika-Meisterschaft im Alter von 15 Jahren ihr Debüt in der A-Nationalmannschaft. Bei der Südamerika-Meisterschaft 2018 erzielte sie beim 8:0-Sieg über die Nationalmannschaft Boliviens allein vier Tore.

## Erfolge
- Vierter U17-Weltmeisterschaft 2014, 2016
- Torschützenkönigin U17-WM 2014
- U17-Südamerikameister 2013, 2016
- Silbermedaille Olympische Jugend-Sommerspiele 2014

## Sonstiges
Bei der Wahl zur Weltfußballerin des Jahres 2017 gehörte Castellanos zu den Finalistinnen und belegte letztendlich den 3. Platz. Diese Nominierung löste in der Fachwelt einige Kontroversen aus. So äußerte unter anderem Megan Rapinoe ihr Unverständnis, da Castellanos zu diesem Zeitpunkt noch nicht auf professioneller Ebene gespielt habe.